# Erik Pascoli
Erik Pascoli (Torino, 24 gennaio 1942 – Monte Carlo, 22 gennaio 2013) è stato un velista italiano.

## Biografia
Salì alla ribalta della cronaca quando nel 1968, primo Italiano, attraversò  l'Oceano Atlantico da solo su Rondetto, una barca di appena 7,40m. Questa impresa fu messa in particolare risalto dalla stampa inglese al punto che i Sindaci  (Lord Mayors) di Portsmouth e di Gosport  si spostarono con tutto il seguito per venirlo a salutare il giorno della partenza.
Prima di questo exploit Erik Pascoli aveva già attraversato l'Atlantico due anni prima partendo dalle Canarie con una barca di 8,50m. costruita a Las Palmas da lui e da un suo compagno d'avventura danese.
Dopo quella prima traversata in solitario a seguito della quale scrisse il libro “Da Portsmouth a Portsmouth” ne seguirono altre due sempre in solitario e sempre con “Rondetto”, una di queste fu quella dell'OSTAR '72 : da Plymouth a Newport (Rhode Island).  Grazie invece alla prima di queste due traversate  (compiuta in pieno inverno nel Nord Atlantico),  lo Yacht Club Italiano di Genova , nella persona del presidente Beppe Croce, gli assegnò  l'ambito Trofeo d'Albertis 1970.
Nel 1973-1974 partecipò alla Whitbread, la prima regata velica intorno al mondo mai organizzata con Tauranga, barca di 16,50 messa graziosamente a disposizione dal suo amico napoletano Gennaro Deflammineis. La regata fu funestata dalla perdita di quattro velisti uno dei quali appartenente all'equipaggio di Tauranga. In tale competizione fu il primo Italiano a doppiare Capo Horn in regata; grazie a questo nel 1987 gli venne assegnata la targa di “Uomo del Mare” .
Nel 1975 recuperò la goletta d'epoca Mariette ai Caraibi e grazie alla sua competenza specifica ed ai fondi messi a disposizione dai tre successivi armatori. Al comando di Mariette, Pascoli vinse numerose regate e coppe sia nelle acque di Porto Cervo che di Saint-Tropez.
È scomparso nel 2013 all'età di 71 anni